# Болгарчай

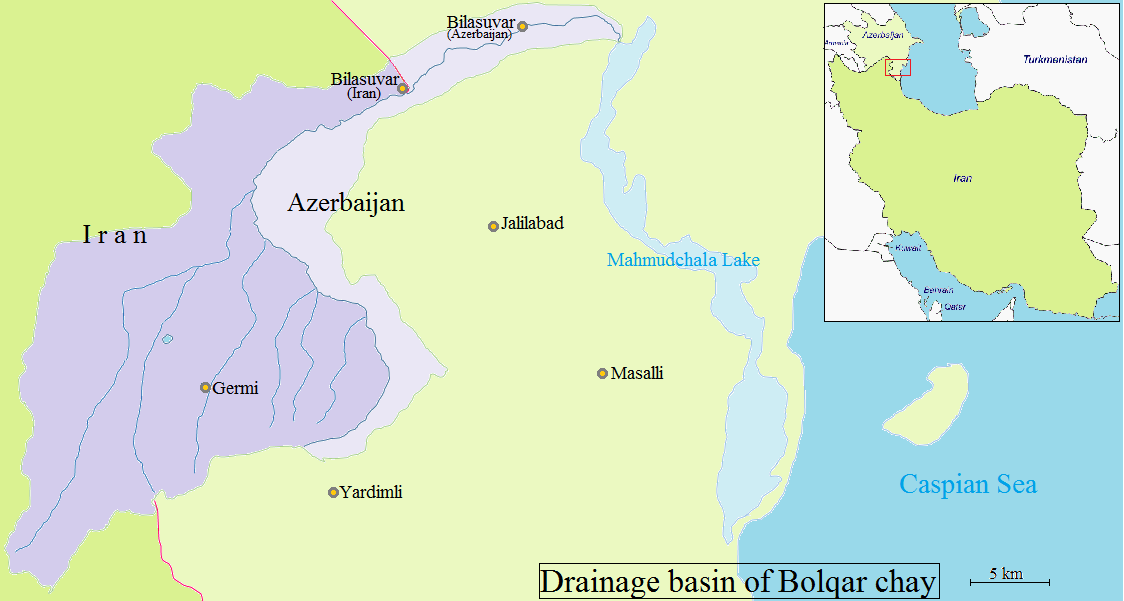
Басейн Болгарчай

Балхаруд або Болгарчай річка, яка утворює кордон між Іраном і Азербайджаном. Має такі місцеві назви, як Базарчай, Шірінсу, Шамбечай, Білорчай, але найпоширеніша назва - Болгарчай. Довжина річки становить 168 км. Бере початок у Талишських горах і впадає в озеро Махмудчала. Протікає в північній частині шахрестану Гермі й відділяє його від Ярдимлинського і Джалільабадського районів, які розташовані в республіці Азербайджан. Утворюється від злиття кількох сезонних річок, таких як Салалачай, Гермічай, Шевончай, а також прикордонної притоки, яка бере початок у селі Офдже. Ця річка, після впадіння всіх приток, які беруть початок у горах шахрестану Гермі, протікає через село Ага Хасан Бейглу і прямує на територію шахрестану Біле Савар, визначаючи його кордон з республікою Азербайджан. Потім прямує на бік Азербайджану і там впадає в озеро Махмудчала. Серед жителів регіону найпоширенішими назвами є Балхарічай і Болгарчай. Застосування до неї назви Балхаруд через перськомовність слова руд (річка) не видається правильним.
Остан Ардебіль має спільний кордон з республікою Азербайджан завдовжки 382 кілометри, із яких 159 кілометрів утворюють річки Аракс і Болгарчай.